# Engelbert Humperdinck (componist)
Engelbert Humperdinck (Siegburg, 1 september 1854 – Neustrelitz, Mecklenburg-Strelitz, 27 september 1921) was een Duits componist, dirigent en muziekpedagoog. Zijn bekendste werken zijn de sprookjesopera's Hänsel und Gretel, Königskinder en Dornröschen.

## Levensloop
De vader van Humperdinck was leraar aan het gymnasium en zijn moeder een dochter van een dirigent en cantor. Vanaf 1872 studeerde hij muziek aan de Rheinische Musikhochschule te Keulen. Korte tijd werkte hij als kapelmeester aan het stadtheater in die stad. In 1876 verwisselde hij zijn betrekking voor een aan de Königliche Musikschule te München waar hij verder studeerde. Als student was hij succesvol, in 1876 won hij de Mozartprijs van de stad Frankfurt am Main en in 1879 was hij de eerste winnaar van de Mendelssohnprijs van de Felix-Mendelssohn-Stichting te Berlijn. Met een daaraan verbonden studiebeurs kon hij in Italië verder studeren.
Van 1880 tot 1882 was hij medewerker van Richard Wagner in Bayreuth. In 1884 kwam hij terug naar Keulen en werd docent aan de Rheinische Musikhochschule. In de Gürzenich-Feestzaal werd zijn koorcompositie Die Wallfahrt nach Kevelaer op een ballade van Heinrich Heine uitgevoerd.
In 1885 werd hij professor voor compositie aan het conservatorium te Barcelona. Voor de Duitse muziekuitgever Schott in Mainz werkte hij als verantwoordelijke lector vanaf 1888. In 1890 kreeg hij een baan aan het Dr. Hoch's Konservatorium te Frankfurt am Main, waar hij tot 1897 bleef. Verder werkte hij voor de Frankfurter Zeitung als muziekcriticus.
In 1900 werd hij aangesteld als leider en professor voor de compositiemeesterklas aan de Akademie der Künste in Berlijn. Verder was hij professor aan het Berlijnse Stern'sche conservatorium.
Met zijn bekendste werk, de opera Hänsel und Gretel, had hij succes in de hele wereld, wat hem ook financieel onafhankelijk maakte. De première op 23 december 1893 stond onder leiding van Richard Strauss. Humperdinck schreef rond 170 werken, waaronder zes opera's.
Tot de vele componisten die hun opleiding geheel of gedeeltelijk bij Humperdinck hebben gevolgd, behoren Siegfried Wagner, Cyril Scott, Carl Schuricht, Robert Stolz, Jan van Gilse, Charles Tomlinson Griffes en Kurt Weill.

## Composities (selectie)

### Werken voor orkest
- Die Maurische Rhapsodie
- Humoresque E-groot, voor orkest
- Shakespeare Suite no. 1 en no. 2, voor orkest

### Muziektheater

#### Opera's
| Voltooid in | titel                                                           | aktes       | première                               | libretto                                                                                |
| ----------- | --------------------------------------------------------------- | ----------- | -------------------------------------- | --------------------------------------------------------------------------------------- |
| 1868        | Harzipere, EHWV 3                                               |             |                                        |                                                                                         |
| 1868        | Perla, EHWV 4                                                   |             |                                        |                                                                                         |
| 1868-1872   | Claudine von Villa Bella, EHWV 5                                |             |                                        | naar Johann Wolfgang von Goethe                                                         |
| 1883        | Fedelma, operafragment, EHWV 80                                 |             |                                        | Ernst von Wolzogen                                                                      |
| 1888        | Schneewittchen, EHWV 9                                          |             |                                        | Adelheid Wette                                                                          |
| 1893        | Hänsel und Gretel, EHWV 93                                      | 3 taferelen | 23 december 1893, Weimar, Hoftheater   | Adelheid Wette en Hermann Wette                                                         |
| 1895        | Die sieben Geislein, EHWV 100                                   | 1 akte      | 19 december 1895, Berlijn              | Adelheid Wette                                                                          |
| 1895-1897   | Königskinder - (Koningskinderen), EHWV 106                      | 3 aktes     | 23 januari 1897, München               | Ernst Rosmer                                                                            |
| 1902        | Dornröschen, EHWV 121                                           | 3 aktes     |                                        | Elisabeth B. Ebeling-Filhés                                                             |
| 1902-1905   | Die Heirat wider Willen, EHWV 130                               | 3 aktes     | 14 april 1905, Berlijn, Hofopera       | Hedwig Humperdinck naar een verhaal van Alexandre Dumas                                 |
| 1906        | Bübchens Weihnachtstraum, EHWV 136                              | 1 akte      | 30 december 1906, Berlin, Zirkus Busch | Gustav Falke                                                                            |
| 1911        | Das Mirakel, EHWV 151                                           | 2 aktes     | 23 december 1911, Londen               | Karl Vollmoeller en Max Reinhardt naar Caesarius von Heisterbach en Maurice Maeterlinck |
| 1913        | Die Marketenderin, EHWV 155                                     | 2 aktes     | 10 mei 1914, Keulen                    | Robert Misch                                                                            |
| 1914        | Christnacht 1914, EHWV 157; later Weihnachten im Schützengraben | 1 akte      |                                        | Ludwig Thoma                                                                            |
| 1915-1919   | Gaudeamus, EHWV 162                                             | 1 akte      | 18 maart 1919, Darmstadt               | Robert Misch                                                                            |

#### Toneelmuziek
- 1879-1881 Die Frösche - tekst: Aristophanes, onvoltooid, EHWV 61
- 1883 Der Richter von Zalamea - tekst: Calderon, EHWV 82
- 1905 Der Kaufmann von Venedig - (De koopman van Venetië) - tekst: William Shakespeare, EHWV 133
- 1906 Das Wintermärchen - (Het wintersprookje) - tekst: William Shakespeare, EHWV 135
- 1906 Der Sturm - (De storm) - tekst: William Shakespeare, EHWV 138
- 1907 Was ihr wollt - tekst: William Shakespeare, EHWV 140
- 1908 Lysistrata - tekst: Aristophanes, EHWV 141
- 1910 Der Blaue Vogel - tekst: Maurice Maeterlinck, EHWV 150

### Kamermuziek
- Strijkkwartet No. 3 in C-groot

### Werken voor koor
- 1878-1887 Die Wallfahrt nach Kevelaer (De bedevaart naar Kevelaer), ballade voor koor - tekst: Heinrich Heine
- 1879-1883 Das Glück von Edenhall ballade voor koor - tekst: Ludwig Uhland